# Pilocarpus demerarae
Pilocarpus demerarae är en vinruteväxtart som beskrevs av Noel Yvri Sandwith. Pilocarpus demerarae ingår i släktet Pilocarpus och familjen vinruteväxter. Inga underarter finns listade i Catalogue of Life.